# 12월 23일
12월 23일은 그레고리력으로 357번째(윤년일 경우 358번째) 날에 해당한다.

## 사건
- 558년 - 클로타리우스 1세가 프랑크 왕국의 왕위에 오르다.
- 619년 - 교황 보니파시오 5세, 69대 로마 교황으로 취임.
- 1888년 - 빈센트 반 고흐가 자신의 왼쪽 귓볼을 자르다.
- 1947년 - 존 바딘, 월터 브래튼, 윌리엄 쇼클리가 발명한 트랜지스터의 시험 가동이 벨 연구소에서 이루어지다.
- 1990년 - 슬로베니아가 유고슬라비아 연방 공화국으로부터 분리에 찬성하는 투표 결과를 내다.
- 2007년 - 네팔이 국민 투표를 통해 왕정을 폐지하고 공화국을 수립할 것을 결정하다.

## 문화
- 1954년 - 조지프 머리와 하트웰 해리슨이 환자에게 쌍둥이의 콩팥을 이식함으로써 처음으로 인간의 장기 이식을 성공시키다.
- 1956년 - 대한민국 극동방송 개국.
- 1970년 - 대한민국의 정부중앙청사 본관이 완공되다.
- 1997년 - TBN 부산교통방송 개국.
- 2000년 - FEBC FM 라디오 방송 개국.
- 2002년 - 논산천안고속도로 개통.
- 2015년 - 서해안고속도로 안산 나들목 ~ 일직 분기점 구간이 개통되었다.
- 2020년 - 중앙선 서원주역 ~ 봉양역 구간의 복선 전철화가 완료되었다.
- 2023년 - MBC 통일전망대가 34년 만에 종영되었다.

## 탄생
- 968년 - 중국 북송의 제3대 황제 송진종. (~1022년)
- 1777년 - 러시아 제국의 로마노프 왕조 10번째 군주 알렉산드르 1세. (~1825년)
- 1790년 - 프랑스의 이집트학 학자 장프랑수아 샹폴리옹. (~1832년)
- 1804년 - 프랑스의 비평가 샤를 오귀스탱 생트뵈브. (~1869년)
- 1805년 - 모르몬교의 창시자 조셉 스미스 주니어. (~1844년)
- 1821년 - 일본의 번주 쓰가루 쓰구야스. (~1851년)
- 1876년 - 일본의 심리학자 하야미 히로시. (~1943년)
- 1878년 - 러시아의 과학자 스티븐 티모셴코. (~1972년)
- 1896년 - 대한민국의 야담가 김진구.
- 1900년 - 프랑스의 배우 마리 벨. (~1985년)
- 1908년 - 아르메니아 태생의 캐나다와 미국의 사진작가 유서프 카쉬. (~2002년)
- 1910년 - 제2차 세계 대전 당시 독일의 군인 쿠르트 마이어. (~1961년)
- 1911년 - 덴마크의 면역학자 닐스 카이 예르네. (~1994년)
- 1915년 - 미국의 배우, 가수 진 브룩스. (~1963년)
- 1918년 - 독일의 정치인 헬무트 슈미트. (~2015년)
- 1919년 - 대한민국의 정치인 박윤종. (~2001년)
- 1931년 - 이탈리아의 피아니스트 마리아 티포. (~2025년)
- 1932년 - 대한민국의 정치인 김영배. (~2013년)
- 1926년 - 대한민국 예비역 육군 소령 출신의 암살 방조자 송용고. (~1958년)
- 1933년 - 일본의 제125대 천황 아키히토.
- 1936년
  - 대한민국의 정치인 김동영. (~1991년)
  - 미국의 배우 프레더릭 포러스트. (~2023년)
  - 러시아의 가수 율리 김.
- 1938년 - 미국의 컴퓨터 공학자 로버트 칸.
- 1943년 - 일본의 소설가 마루야마 겐지.
- 1948년 - 대한민국의 배우 노영국. (~2023년)
- 1950년 - 스페인의 전 축구 선수, 현 축구 감독 비센테 델 보스케.
- 1955년 - 대한민국의 전 스피드 스케이팅 선수 김영희.
- 1957년 - 대한민국의 전 야구 선수, 현 야구 감독 정인교.
- 1958년 - 대한민국의 전 아나운서 신은경.
- 1959년 - 대한민국의 검사, 정치인 곽상도.
- 1960년
  - 일본의 추리 소설가 아야쓰지 유키토.
  - 일본의 일러스트레이터, 애니메이터 이노마타 무츠미.
- 1962년
  - 대한민국의 배우 김홍수.
  - 대한민국의 정치인 백종헌.
  - 베트남, 프랑스의 영화 감독 쩐아인훙.
- 1963년 - 대한민국의 야구 코치 ,전 야구 선수 김평호.
- 1966년
  - 대한민국의 배우 안여진.
  - 쿠바의 펜싱 선수 오스카르 가르시아.
- 1967년 - 프랑스의 모델 겸 가수 및 현 영부인 카를라 브루니.
- 1968년
  - 대한민국의 기업인 방준혁.
  - 대한민국의 작곡가 정석원.
- 1969년 - 대한민국의 배우 김혜리.
- 1971년
  - 캐나다의 배우 코리 헤임.
  - 일본의 가수 야마자키 마사요시.
- 1972년 - 대한민국의 기업인 박진희.
- 1974년 - 에콰도르의 축구 선수 아구스틴 델가도.
- 1975년
  - 대한민국의 기자 정윤섭.
  - 대한민국의 농구 선수 표명일. (~2022년)
  - 대한민국의 연구원 권성훈.
- 1976년
  - 대한민국의 야구 코치, 전 야구 선수 조성환.
  - 미국의 전 프로레슬링 선수 제이미 노블.
- 1977년 - 대한민국의 모델, 방송인 홍진경.
- 1978년
  - 캐나다의 배우 루커스 브라이언트.
  - 잉글랜드의 방송인 조디 마시.
- 1979년
  - 대한민국의 배우 여욱환.
  - 대한민국의 성우 유승화.
  - 대한민국의 희극인 이혜석.
- 1980년 - 대한민국의 배우 백수장.
- 1981년
  - 대한민국의 배우 임강성.
  - 미국의 가수 팀.
  - 대한민국의 뮤직비디오 감독자 권순욱. (~2021년)
- 1982년 - 대한민국의 첼리스트, 지휘자 장한나.
- 1983년
  - 대한민국의 희극인 정지민.
  - 대한민국의 농구 선수 조성민.
- 1984년 - 대한민국의 배우 한예리.
- 1985년
  - 미국의 힙합 가수 티-페인.
  - 대한민국의 e스포츠 지도자 김정균.
  - 대한민국의 배우 오인하.
- 1986년
  - 대한민국의 배우, 레이싱 모델 오시은.
  - 대한민국의 아나운서 이진희.
  - 잉글랜드의 전 축구 선수 대니얼 존스.
- 1987년 - 일본의 배우 쿠라시나 카나.
- 1988년
  - 대한민국의 미스코리아 김민정.
  - 일본의 가수 카메이 에리 (모닝구무스메).
  - 일본의 가수 카시노 유카 (퍼퓸).
- 1989년
  - 대한민국의 성우 방연지.
  - 대한민국의 아나운서 김수지.
  - 대한민국의 희극인 박성호.
- 1990년 - 대한민국의 가수 재효 (블락비).
- 1991년
  - 대한민국의 축구 선수 김정훈.
  - 대한민국의 가수 송푸름.
  - 대한민국의 가수, 싱어송라이터 윤태경.
  - 미국의 배우 소피아 블랙델리아.
  - 체코의 펜싱 선수 미할 추프르.
- 1992년
  - 대한민국의 배우 양세종.
  - 대한민국의 배우 김희찬.
  - 독일의 축구 선수 제프리 슐루프.
  - 미국의 가수 YNL.
- 1993년 - 대한민국의 가수 상훈.
- 1994년
  - 대한민국의 레슬링 선수 이한빛.
  - 대한민국의 유튜버 유성 (팀샐러드).
- 1995년
  - 대한민국의 리그 오브 레전드 프로게이머 위즈덤.
  - 대한민국의 음악가 EDEN.
- 1996년
  - 대한민국의 래퍼 우원재.
  - 대한민국의 축구 선수 박창준.
- 1997년
  - 대한민국의 배우 박유나.
  - 세르비아의 축구 선수 루카 요비치.
  - 일본의 성우 하라다 사야카.
  - 대한민국의 가수 베코엘.
- 1998년 - 일본의 아이돌, 모델, 여배우, 성우 사토 히나타.
- 1999년 - 대한민국의 가수 다니.
- 2000년
  - 일본의 아이돌이며, 여성 아이돌 그룹 AKB48 팀8와 팀B의 멤버 사카구치 나기사.
  - 스페인의 요트 선수 훌리오 알론소 오르테가.
- 2002년 - 미국의 배우 핀 울프하드.
- 2003년 - 대한민국의 야구 선수 문동주.
- 2006년 - 대한민국의 바둑 기사 김주아.
- 2008년 - 대한민국의 배우 조예린.

## 사망
- 679년 - 메로빙거 왕조 출신 프랑크의 군주 다고베르투스 2세. (650년~)
- 918년 - 독일의 군주 콘라두스 1세. (890년~)
- 1596년 - 일본의 센고쿠 시대 무장 핫토리 마사나리. (1542년~)
- 1755년 - 중국의 청나라 군인 겸 정치인 반제. (1664년~)
- 1907년 - 프랑스의 천문학자 피에르 장센. (1824년~)
- 1944년 - 미국의 삽화가 찰스 다나 깁슨. (1867년~)
- 1948년 - 일본의 군인·총리 도조 히데키. (1884년~)
- 1950년 - 한국전쟁 당시, 미군의 지휘관, 군인 월턴 워커. (1889년~)
- 1953년 - 소련의 정치인 라브렌티 베리야. (1899년~)
- 1961년 - 제2차 세계 대전 당시의 독일의 군인 쿠르트 마이어. (1910년~)
- 1973년 - 네덜란드의 천문학자 제러드 카이퍼. (1905년~)
- 2009년 - 대한민국의 언어학자 조성식. (1922년~)
- 2013년 - 러시아의 무기 설계자 미하일 칼라시니코프. (1919년~)
- 2016년 - 세르비아의 항공 승무원 베스나 불로비치. (1950년~)
- 2020년 - 일본의 작가, 작사자 나카니시 레이. (1938년~)
- 2021년
  - 대한민국의 군인, 정치인 정웅. (1928년~)
  - 미국의 작가, 소설가, 각본가 조앤 디디온. (1934년~)
  - 미국의 보디빌딩 선수 크리스 디커슨. (1939년~)
- 2022년
  - 스페인의 축구 선수, 축구 감독 체추 로호. (1947년~)
  - 대한민국의 만화가 이홍우. (1949년~)

## 기념일
- 실비아 왕비 탄생일: 스웨덴

## 같이 보기
- 전날: 12월 22일 다음날: 12월 24일 - 전달: 11월 23일 다음달: 1월 23일
- 음력: 12월 23일
- 모두 보기